# Ceresa colon
Ceresa colon är en insektsart som beskrevs av Ernst Friedrich Germar. Ceresa colon ingår i släktet Ceresa och familjen hornstritar. Inga underarter finns listade i Catalogue of Life.